# Stará Ľubovňa
Stará Ľubovňa (em húngaro: Ólubló; alemão: Altlublau; polonês/polaco: Stara Lubowla; latim: Lublovia) é uma cidade da Eslováquia, situada no distrito de Stará Ľubovňa, na região de Prešov. Tem 30,79 km² de área e sua população em 2018 foi estimada em 16.330 habitantes.

## Demografia
| Ano:        | 1994   | 2004   | 2014   | 2024   |
| ----------- | ------ | ------ | ------ | ------ |
| Broj ljudi: | 15 447 | 16 348 | 16 366 | 15 599 |
| Razlika:    |        | +5,83% | +0,11% | -4,68% |

| Ano:               | 2023   | 2024   |
| ------------------ | ------ | ------ |
| Número de pessoas: | 15 628 | 15 599 |
| Diferença:         |        | -0,18% |